# Оператор (программирование)
Из-за путаницы с терминологией словом «оператор» в программировании нередко обозначают операцию ), см. Операция (программирование).
Инстру́кция или опера́тор (англ. statement):
- наименьшая автономная часть языка программирования;
- машинная команда или набор команд.

Программа обычно представляет собой последовательность инструкций.
Многие языки (например, Си) различают инструкцию и определение. Различие в том, что инструкция исполняет код, а определение создаёт идентификатор (то есть можно рассматривать определение как инструкцию присваивания).
Ниже приведены основные общие инструкции языков программирования на языке Pascal.
| Определение типа                                         | TYPE SALARY = INTEGER                                             |
| Объявление                                               | VAR A:INTEGER                                                     |
| Объявление                                               | A dd ?                                                            |
| Объявление                                               | int A;                                                            |
| Присваивание                                             | A := A + 1                                                        |
| Последовательность инструкций                            | A := A + 1; WRITELN(A)                                            |
| Блок инструкций                                          | BEGIN WRITE('Number? '); READLN(NUMBER); END                      |
| Условная инструкция                                      |                                                                   |
| Переключатель                                            | switch (c) { case 'a': alert(); break; case 'q': quit(); break; } |
| Цикл со счетчиком (цикл For, цикл For..Next)             | FOR A:=1 TO 10 DO WRITELN(A)                                      |
| Цикл с постусловием (цикл Repeat..Until, цикл Do..While) | do { computation(&i); } while (i < 10);                           |
| Цикл с предусловием (цикл While)                         | WHILE NOT EOF DO READLN                                           |
| Вызов подпрограммы, процедуры или функции                | GOSUB 500 clearscreen() data = file.read()                        |
| Безусловный переход                                      | goto 1                                                            |
| Утверждение                                              | assert(ptr != NULL);                                              |
| Возврат из подпрограммы                                  | return true;                                                      |